# Salon international de l'automobile de Genève
Le salon international de l'automobile de Genève (en anglais : Geneva International Motor Show, abrégé GIMS) était un salon automobile suisse qui s'est tenu au Palexpo de Genève de 1905 à 2024.

## Présentation
Le salon, qui fête son centenaire international en 2024, faisait partie, avec le salon de Détroit, le Mondial Paris Motor Show et le salon de l'automobile de Francfort, des plus importantes manifestations de ce genre au monde. Ce succès est expliqué par la neutralité de la manifestation qui ne privilégie aucune marque,,.
Son inauguration, au mois de mars, avait toujours lieu en présence des autorités suisses, du canton et de la ville de Genève. Il était situé à côté de l'aéroport international de Genève et enjambe en partie l'autoroute A1.
Son nom officiel, depuis le début des années 2010, est « GIMS », acronyme de « Geneva International Motor Show ».

## Histoire

Affiche de 1905.

En 1905, et pour la première fois en Suisse, un Salon de l'automobile se tient à Genève, au Palais du Conseil Général, du 29 avril au 7 mai avec 59 exposants. Organisé à nouveau à Genève, du 28 avril au 6 mai 1906, il fut suivi d'un troisième Salon tenu à Zürich en 1907.
Ce n'est qu'en 1923 que le quatrième Salon suisse de l'automobile ouvre ses portes à nouveau à Genève, au Bâtiment électoral.
Au vu de son succès, le Comité permanent du salon international de l'automobile à Genève est fondé le 3 novembre 1923 et organise, du 14 au 23 mars 1924, le premier salon international de l'automobile, de la moto et du cycle à Genève, avec 200 exposants et 68 000 visiteurs.
Le nombre considérable des inscriptions nécessita la construction d'un bâtiment provisoire de 8 000 m2 sur la plaine de Plainpalais, qui fut réservé aux véhicules alors que les motocyclettes étaient exposées au Bâtiment électoral.
Les deux bâtiments étaient reliés par une passerelle permettant, à l'aide d'un tapis roulant loué à un forain, de traverser le boulevard.
L'élan donné aux ventes fut tel qu'en une année, le nombre des véhicules à moteur en Suisse passe de 33 000 à 39 000. En 1925, le second salon international se tient encore au Bâtiment électoral et dans une halle provisoire de 12 500 m2 construite sur la plaine de Plainpalais. Dès 1926, le salon déménage dans l'ancien Palais des expositions et accueille 224 exposants, parmi lesquels 83 marques de véhicules automobiles provenant de huit pays différents, et 25 marques de motocyclettes. Le nombre des exposants se maintient aux environs de 200 jusqu'en 1939 et chaque année, une halle provisoire est ajoutée à l'ancien Palais des expositions, devenu à son tour trop exigu.

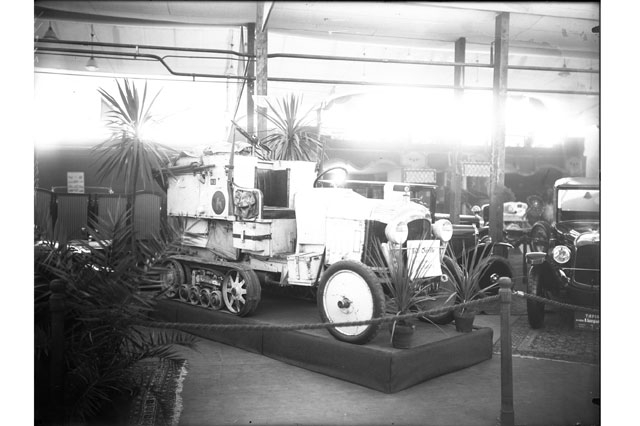
Intérieur du salon en 1924.

Dès 1934, le salon de Genève acquiert une réputation mondiale. Interrompu pendant la guerre, il sera la première manifestation de ce genre à rouvrir ses portes en 1947 avec 305 exposants sur 9 608 m2.
En 1967, le cap des 500 000 visiteurs est franchi pour la première fois.
À partir de 1982, le salon a lieu dans le nouveau centre d’expositions et de congrès nommé « Palexpo », situé à proximité de l’aéroport. À l'issue du salon international de 1983, il est décidé de créer, pour la première fois à Genève, une exposition indépendante du cycle et du motocycle qui eut lieu l'année suivante, en 1984. En janvier 1987, une halle supplémentaire d'exposition de 16 000 m2 est inaugurée, augmentant ainsi la surface disponible d'environ 30 %.
Une nouvelle halle de Palexpo de 16 000 m2 (« Halle 7 ») est mise en service lors du 65e salon, en 1995. Le seuil des 600 000 visiteurs a été franchi pour la première fois en 1988, celui des 700 000 en 2000.
L'édition 2003 a été la première à utiliser les 21 000 m2 de surface de la halle 6, construite par-dessus l’autoroute et inaugurée le 6 février de la même année.
Le record absolu de 747 700 entrées a été atteint lors de la 75e édition en 2005, année anniversaire des 100 ans d’existence de la manifestation. Fin 2008, l'économie mondiale connait une période difficile et l'industrie automobile est gravement affectée, la fréquentation du salon chute en dessous de la barre des 700 000 visiteurs en 2009 et 2010.
L’édition 2011 se révèle être une année exceptionnelle avec environ 735 000 visiteurs, deuxième meilleur résultat dans l'histoire du salon.

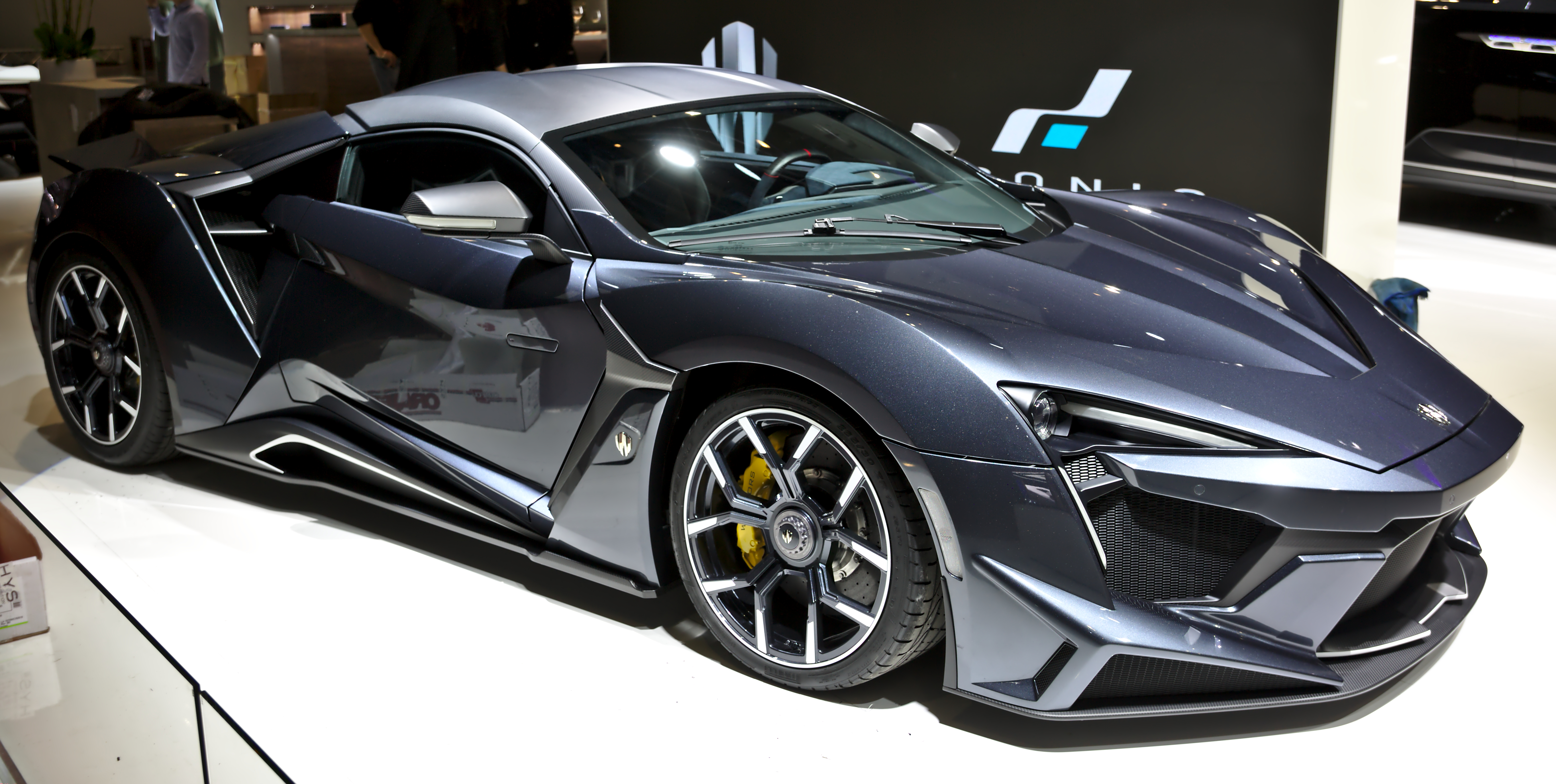
W Motors Fenyr, salon de Genève 2018.

Lors de l'édition 2012, 11 680 journalistes de plus de 80 pays et 702 014 visiteurs ont pu admirer 150 premières mondiales et européennes. Un « Pavillon vert » a permis à plus de 10 000 personnes de tester des véhicules écologiques. Le salon international de l'automobile de Genève reste la seule exposition automobile internationale en Europe à avoir conservé son rythme annuel.
En 2020, le salon de Genève évolue face à la baisse de fréquentation qui touche l'ensemble des salons internationaux de l'automobile. Cette édition innove avec le GIMS-Discovery qui permet aux visiteurs d'essayer les voitures électriques pendant l’événement, puis avec le GIMS-Tech qui dévoile les dernières innovations technologiques dans le domaine de l'automobile, avec des startups offrant des services de mobilité.
En raison de la Pandémie de Covid-19, l'édition 2020 est annulée quatre jours avant l'ouverture à la presse où 10 000 journalistes venant du monde entier étaient attendus, entraînant de grosses pertes financières pour les organisateurs et les constructeurs automobiles. Il s'agit de la première fois depuis la Seconde Guerre mondiale que le salon international de l'automobile de Genève n'a pas lieu. À partir du 1er mai 2020, Sandro Mesquita est nommé directeur du salon, en remplacement d'Olivier Rihs, directeur de l'édition 2020, qui a vu sa seule édition annulée.
Malgré ces pertes financières, vers fin août 2020, les négociations pour le rachat de la marque « Salon de l'automobile » avec Palexpo SA ont échoué. Ce qui risque de perdre le salon,. En août 2021, le GIMS annonce un partenariat avec le Qatar Tourism pour développer et accueillir le nouveau salon Qatar Geneva International Motor Show qui se déroulera à Doha.
En 2024, pour son 100e anniversaire, le GIMS fait son retour à Genève, du 26 février au 3 mars. L'édition 2024 se caractérise par un nombre restreint d'exposants par rapport aux éditions précédentes ainsi que par l'absence des grandes marques de constructeurs européens (excepté Renault),. La majorité des stands sont tenus par des associations en lien au trafic routier et automobile. Au total, le salon aura tout de même ouvert ses portes à plus de 168'000 visiteurs en 2024. Un chiffre jugé suffisant pour confirmer le retour de l'évènement en février 2025.
Le 31 mai 2024, le Conseil de fondation du salon annonce qu'il n'y aura pas de nouvelle édition du salon à Genève. La Fondation va être dissoute et ses employés licenciés. Le salon disparaît après 119 ans d’existence.

### Domaines d'exposition
- Automobiles à trois ou quatre roues (voire plus[20]) ;
- Voitures électriques ou à propulsion alternative ;
- Carrosseries spéciales pour automobiles, concept cars ;
- Tuning ;
- Accessoires et pièces pour automobiles ;
- Fabricants d'équipement d'origine (FEO) ;
- Installations d'atelier pour la réparation et l'entretien de véhicules automobiles ;
- Divers produits et services en relation avec l'industrie automobile ;
- Animations / attractions.

### Éditions
- 29 avril-7 mai 1905 : 1re exposition nationale suisse de l'automobile et du cycle
- 1906 : 2e édition nationale
- 1907 : 3e édition nationale à Zurich
- 1923 : 4e édition nationale

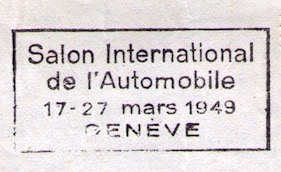
Flamme postale publicitaire de 1949.

- 1924 : 1er Salon international de l'automobile et du cycle
- 1926 : Construction du Palais des expositions de Plainpalais pour la troisième édition internationale
- 1934 : Salon international de l'automobile, de la moto et du cycle
- 1939 : 16e édition internationale
- 1947 : 17e édition internationale (1er salon automobile international de l'après-guerre)
- 1982 : Construction du nouveau Palexpo au Grand-Saconnex pour la 52e édition internationale
- 2 mars - 12 mars 2000 : 70e édition internationale
- 1er mars - 11 mars 2001 : 71e édition internationale
- 7 mars - 17 mars 2002 : 72e édition internationale
- 6 mars - 16 mars 2003 : 73e édition internationale
- 4 mars - 14 mars 2004 : 74e édition internationale
- 3 mars - 13 mars 2005 : 75e édition internationale
- 2 mars - 12 mars 2006 : 76e édition internationale
- 8 mars - 18 mars 2007 : 77e édition internationale
- 6 mars - 16 mars 2008 : 78e édition internationale
- 5 mars - 15 mars 2009 : 79e édition internationale
- 4 mars - 14 mars 2010 : 80e édition internationale
- 3 mars - 13 mars 2011 : 81e édition internationale
- 8 mars - 18 mars 2012 : 82e édition internationale
- 7 mars - 17 mars 2013 : 83e édition internationale
- 6 mars - 16 mars 2014 : 84e édition internationale
- 5 mars - 15 mars 2015 : 85e édition internationale
- 3 mars - 13 mars 2016 : 86e édition internationale
- 9 mars - 19 mars 2017 : 87e édition internationale
- 8 mars - 18 mars 2018 : 88e édition internationale
- 7 mars - 19 mars 2019 : 89e édition internationale
- 5 mars - 15 mars 2020 : édition annulée 2020 en raison de la pandémie de Covid-19 en Suisse
- 4 mars - 14 mars 2021 : édition annulée 2021 en raison de la pandémie de Covid-19 en Suisse
- 17 février - 27 février 2022[21] : annulée en raison de la pandémie de Covid-19 en Suisse et du manque d'exposants
- 5 octobre - 14 octobre 2023[22] : le salon s'exporte de Genève vers Doha, sous le nom Salon international de l'automobile de Genève Qatar (Geneva International Motor Show Qatar)[23]
- 26 février - 3 mars 2024 : 90e édition internationale (édition du centenaire)

### Fréquentation
Le salon a battu son record de fréquentation en 2005 avec 747 000 visiteurs,
En 2023, l'édition se déroule au Qatar et reçoit 180 000 visiteurs.